# Rio Gagar
O rio Gagar ou Gagar-Hacra (Rio Ghaggar-Hakra) é um rio intermitente e endorreico na Índia e no Paquistão que flui apenas durante a estação das monções. O rio é conhecido como Gagar antes da barragem de Ottu e como o Hacra a jusante da barragem.
A bacia é classificada em duas partes: Cadir e Bangar. A área mais alta que não é inundada na estação chuvosa é chamada de Bangar e a área mais baixa de inundações é chamada Cadar. Os estudiosos do século XIX e início do XX, mas também autores mais recentes, sugeriram que o Gagar poderia ser o resíduo desaparecido do Sarasvati mitológico do Rig Veda. Pesquisas geofísicas recentes não suportam essa ideia. Isso mostra que o sistema Gagar não era proveniente das geleiras e nevas do Himalaia, mas sim de um sistema de rios perenes alimentados com monções. A aridificação tardia do Holoceno reduziu o Gagar ao rio sazonal hoje.

## Rio Gagar
O Gagar é um rio intermitente na Índia, que flui durante as chuvas da monção. Ele se origina na aldeia de Dagshai, nas colinas de Sivalik do estado de Himachal Pradexe, aos 1927 metros de altitude e flui através dos estados de Panjabe e Harianá para Rajastão; a sudoeste de Sirsa, Harianá e ao lado do lago Taluara no Rajastão.[carece de fontes?]
Represado na barragem de Ottu perto de Sirsa, Gagar alimenta dois canais de irrigação que se estendem para o Rajastão.[carece de fontes?]

### Afluentes
Os principais afluentes do Gagar são o rio Cauxalia, Marcanda, Sarsuti, Tangri e Chautangue.
O rio Kaushalya é um afluente do rio Gagar no lado esquerdo de Gaar-Hacra, flui no distrito Panchula do estado de Hariana da Índia e confluências com o rio Gagar, perto de Pinjore, a jusante da barragem de Cauxalia.
O atual rio Sarsuti (Saraswati) se origina em uma região submontana no distrito de Ambala e se junta ao Gagar perto de Shatrana em Punjabe; canal seco do Sutlej conhecido como o canal Naiwal junta-se a Sadulgar (distrito de Hanumangar); finalmente, perto de Suratgar, o Gagar é acompanhado pelo rio Chautang (identificado com o vedic drishadvati ).

## Rio Hacra
O Hacra é o canal seco de um rio perto da cidade de Fort Abbas no Paquistão, que é a continuação do rio Gagar na Índia. Várias vezes, mas não continuamente, carregou a água do Sutle e Gagar durante o período da Idade do Bronze. Muitos dos primeiros assentamentos da Civilização do Vale do Indo foram encontrados nesta área. A cultura de Hakra é considerada a primeira cultura pré-harapiana da Índia. Muitos estabelecimentos iniciais são encontrados ao longo dos leitos dos rios nesta área.
Hacra ou Hacro Dária transmitiram através de Sinde e seu sinal pode ser encontrado em áreas de Sinde, como Cairpur, Nauabexá, Sangar e Tarparcar.
Ao longo do rio Gagar existem muitos sítios arqueológicos iniciais pertencentes à Civilização do Vale do Indo; mas não mais ao sul do que o meio do distrito de Baaualpur. Assumiu-se que o Sarasvati terminou lá em uma série de lagos terminais, e alguns pensam que sua água só atingiu o Indo ou o mar em estações chuvosas muito úmidas. No entanto, as imagens de satélite parecem contradizer isso: elas não mostram água subterrânea em reservatórios nas dunas entre o Indus e o fim do Hacra a oeste de Fort Derawar / Marot.